# Zavetinskij rajon
Lo Zavetinskij rajon, in russo Заветинский район?, è un rajon dell'Oblast' di Rostov, nella Russia europea. Istituito nel 1926, il capoluogo è Zavetnoe.